# Olbernhau
Olbernhau est une ville de Saxe (Allemagne), située dans l'arrondissement des Monts-Métallifères, dans le district de Chemnitz.

## Jumelage
- Stadtbergen (Allemagne) depuis 1989
- Brie-Comte-Robert (France) depuis 1992
- Litvínov (Tchéquie) depuis 1992